# Roam
I Roam (resi graficamente come ROAM) sono stati un gruppo musicale inglese formatosi a Eastbourne. La band è stata formata nel settembre 2012 e ha annunciato lo scioglimento nel giugno 2022, per concludere l'attività definitivamente nel tour di addio a settembre.

## Storia del gruppo
Il nome del gruppo ha preso ispirazione da una canzone dei The Story So Far, intitolata appunto Roam. La band ha iniziato a produrre musica nel novembre 2012 e ha pubblicato indipendentemente due extended play, No Common Ground, nel 2012, e Head Down, nel 2013. È stato messo sotto contratto dalla Hopeless Records nel 2014. Dopo il contratto con la Hopeless, la band ha pubblicato un EP intitolato Viewpoint nel 2015. Il gruppo ha pubblicato il suo album di debutto, Backbone, il 22 gennaio 2016. In seguito, la band ha supportato i Sum 41 durante il Kerrang! Tour 2016.
Il 29 febbraio i Roam hanno annunciato che il batterista Charlie Pearson ha lasciato la band, ringraziandolo per il lavoro svolto negli anni. La band ha anche affermato che negli show seguenti il batterista Miles Gill lo avrebbe sostituito temporaneamente.
La band si è esibita al Warped Tour 2016.

## Stile musicale e influenze
Lo stile musicale dei Roam è stato descritto come pop punk. Neil Yeung di AllMusic ha notato che la band prende "spunto da New Found Glory, blink-182, Sum 41 e Simple Plan".
La band ha citato i Sum 41 come influenza musicale.

## Discografia
Album in studio
| Titolo                    | Dettagli                                                                                          |
| ------------------------- | ------------------------------------------------------------------------------------------------- |
| Backbone                  | - Pubblicato: 22 gennaio 2016 - Etichetta: Hopeless Records - Formati: CD, download digitale, LP  |
| Great Heights & Nosedives | - Pubblicato: 13 ottobre 2017 - Etichetta: Hopeless Records - Formati: CD, download digitale, LP  |
| Smile Wide                | - Pubblicato: 6 settembre 2019 - Etichetta: Hopeless Records - Formati: CD, download digitale, LP |

Extended play
| Titolo           | Dettagli                                                                                         |
| ---------------- | ------------------------------------------------------------------------------------------------ |
| No Common Ground | - Pubblicato: 4 novembre 2012 - Etichetta: autopubblicato - Formati: download digitale           |
| Head Down        | - Pubblicato: 18 novembre 2013 - Etichetta: autopubblicato - Formati: CD, download digitale, LP  |
| Viewpoint        | - Pubblicato: 27 gennaio 2015 - Etichetta: Hopeless Records - Formati: CD, download digitale, LP |

### Videografia
Video musicali
| Titolo                             | Anno | Regista        |
| ---------------------------------- | ---- | -------------- |
| Head Rush                          | 2013 | Elliott Ingham |
| Nothing In Return                  | 2013 | Elliott Ingham |
| Warning Sign                       | 2014 | Elliott Ingham |
| Deadweight                         | 2015 | Elliott Ingham |
| Hopeless Case                      | 2015 | Elliott Ingham |
| Tracks                             | 2016 | Zach Lower     |
| Playing Fiction                    | 2017 | Zach Lower     |
| Alive                              | 2018 | Zach Lower     |
| The Rich Life Of A Poor Man        | 2018 | Zach Lower     |
| I Don't Think I Live There Anymore | 2019 | Lewis Cater    |

## Formazione

### Ultima formazione
- Alex Costello – voce (2012-2022)
- Matt Roskilly – basso (2012-2022)
- Alex Adam – chitarra solista, cori (2012-2022)
- Sam Veness – chitarra ritmica (2012-2022)
- Miles Gill – batteria (2016-2022)

### Ex componenti
- Charlie Pearson – batteria, percussioni (2012-2022)